# 골프채

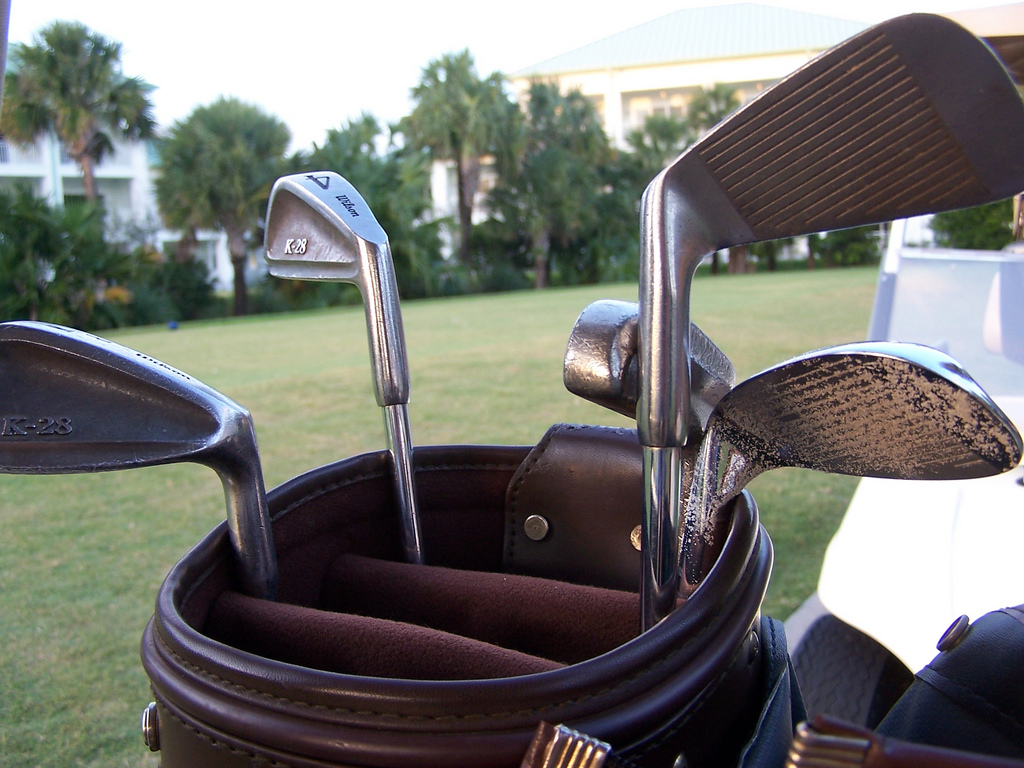
아이언들

골프채(영어: golf club) 또는 클럽은 골프 경기를 위해 크기나 길이가 각양각색이며, 크게 머리, 대, 손잡이의 세 부분으로 나뉜다. 머리 부분이 나무로 된 것은 우드(예전엔 나무로 되어있었지만 요즘엔 주로 쇠로 만들어진다), 쇠로 되어 있으면 아이언이라 한다.
골프 선수는 1라운드 경기를 하는 동안 보통 14개의 골프채를 가지고 다니며 마음에 드는 것을 골라서 친다.

## 구조
- 그립 : 골프채의 가장 윗쪽에 위치한부분으로, 손으로 쥐는 부분이다. 과거에는 양, 돼지, 말, 암소, 샤모아 등의 가죽을 덧대고 묶어왔으나 현재는 특수 소재로 감싸고 있다.
- 샤프트 : 그립과 헤드 사이에 있는 부분으로, 종류에 따라 길이가 달라진다.
- 헤드 : 골프채의 밑부분에 위치한 넓은 부분으로, 공을 치는 부분이다.

## 종류
골프채는 헤드의 형태에 따라 우드, 아이언, 웨지, 퍼터 등으로 나뉘며, 샤프트의 길이와 헤드의 크기 및 각도에 따라 번호가 매겨진다.

### 우드

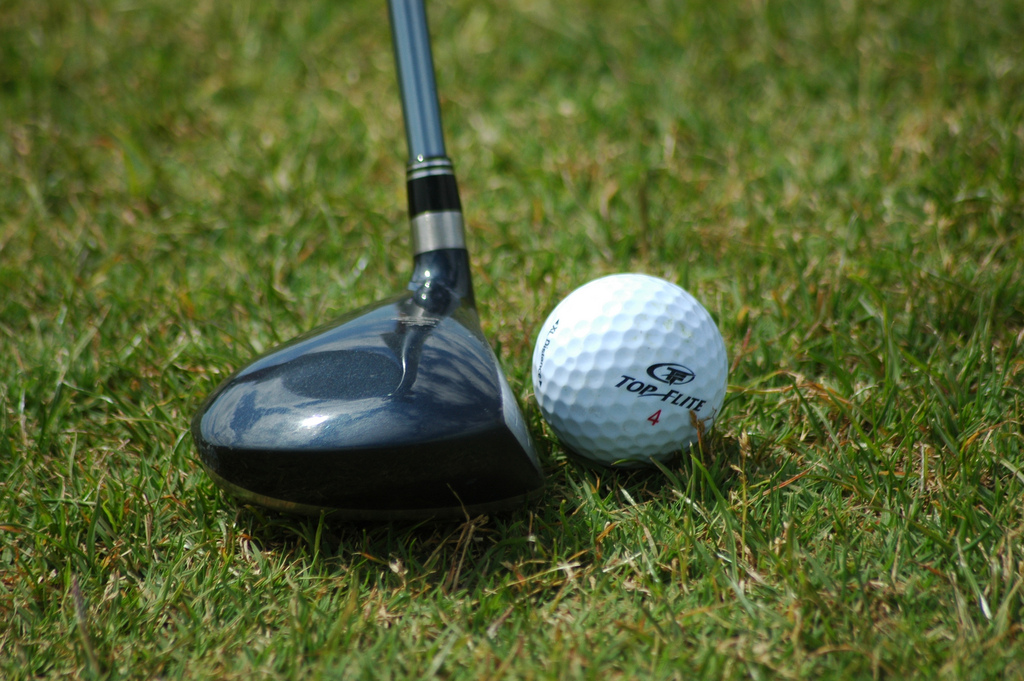
우드

우드(Wood)는 헤드 부분이 나무로 된 골프채를 말한다. 과거에는 감나무 재질의 우드로 만들어져서 우드라는 이름이 붙여졌는데, 80년대 즈음부터는 금속 등 다양한 재질의 우드도 나오고 있다. 우드는 헤드가 두껍고, 샤프트가 길다. 티 샷이나 페어웨이 샷 같이 공을 멀리 보내는 용도로 쓰인다. 우드는 헤드 크기에 따라 5개의 우드가 있으며, 각각 고유한 이름을 가지고 있다.
- 1번 우드 (1W) - 드라이버
- 2번 우드 (2W) - 브러시
- 3번 우드 (3W) - 스푼
- 4번 우드 (4W) - 버피
- 5번 우드 (5W) - 클리크
- 7번 우드 (7W) - 헤븐 우드
- 9번 우드 (9W) - 디바인 나인

### 아이언

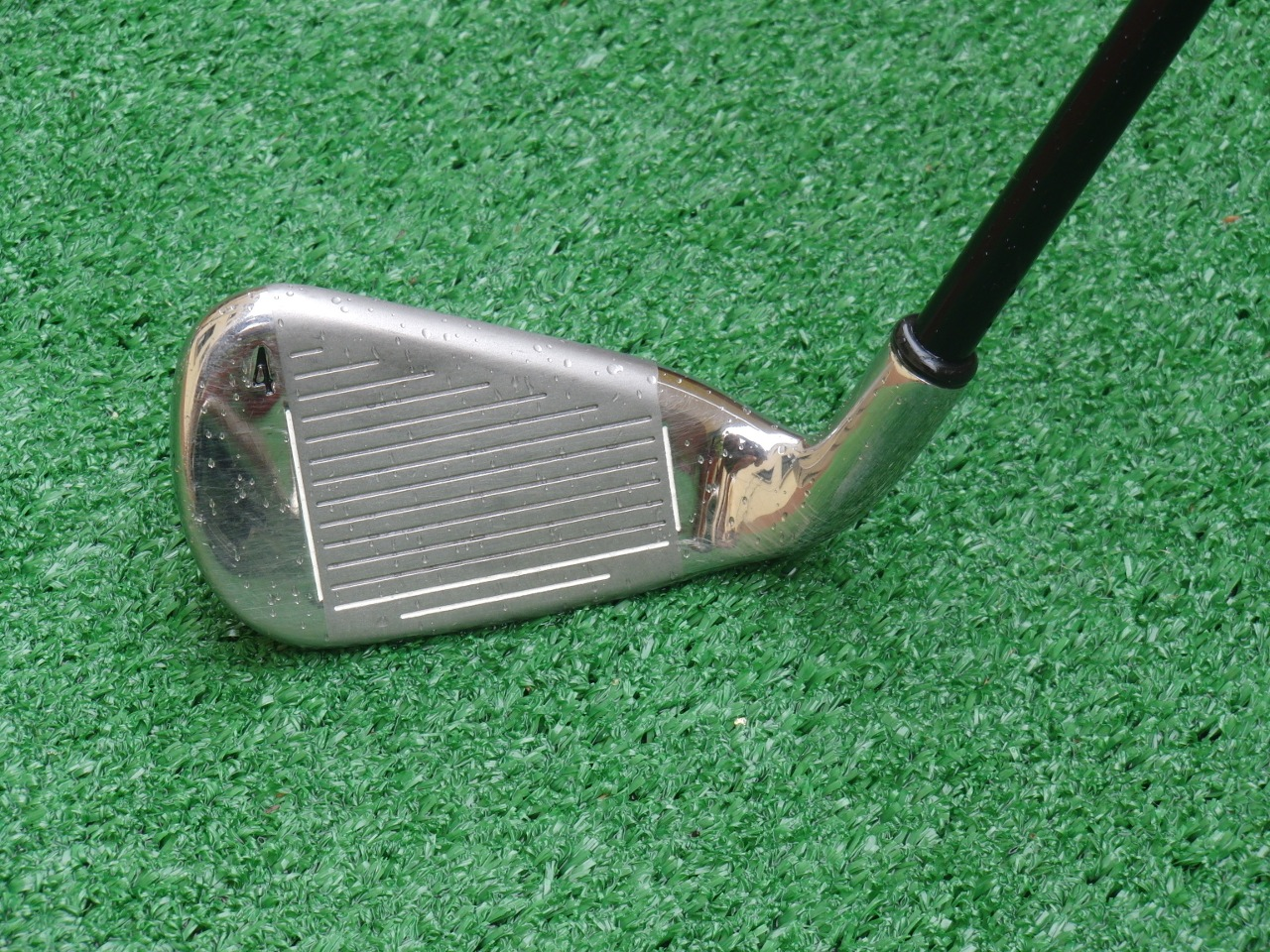
아이언

아이언(iron)은 헤드 부분이 얇은 스테인리스로 된 골프채를 말한다. 짧은 거리에서 그린 위에 정확히 올려놓거나, 러프 및 벙커 등에서 공을 치는 용도로 사용한다. 헤드의 각도에 따라 11개의 아이언이 있으며, 각도가 높은 것부터 차례로 1~9의 번호가 매겨진다. 9번 이하는 웨지로 분류된다.

#### 웨지
웨지는 아이언의 일종으로 9번 아이언보다 헤드 각도가 낮은 아이언을 가리킨다. 주로 사용되는 것으로 매우 짧은 거리에서 그린 위에 공을 올려놓는 피칭 웨지(pitching wedge, PW, 48-50도), 벙커에서 사용하는 샌드 웨지(sand wedge, SW, 55-56도) 공을 고탄도로 띄우기위한 로브 웨지 (Lobe wedge, 56-62도) 가 있다.

### 퍼터

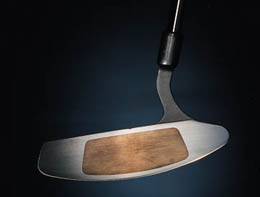
퍼터

퍼터는 그린 위에서 홀에 공을 넣기 위한 골프채를 말한다. 그린 위에서는 퍼터만을 사용하도록 되어있다. 공을 넣기 위한 중요한 용도로 사용되기 때문에 다른 골프채와 다르게 금속 및 강화수지 등의 다양한 재질과 모양의 종류를 가지고 있다.

## 같이 보기
- 골프
- 골프장
- 골프공